# Pierre Garrigou Grandchamp
Pour les articles homonymes, voir Grandchamp.
Pierre Garrigou Grandchamp, né le 2 octobre 1949 à Tunis, est un officier général de l'armée de terre française ayant occupé le commandement de la formation de l'armée de terre (COFAT) de 2006 à 2009.
Il est également un historien de l'art spécialiste de l'architecture civile médiévale et de la ville de Cluny.

## Biographie

### Carrière militaire
Il est le fils du lieutenant-colonel de cavalerie Eugène Garrigou Grandchamp et de Josiane Garrigou Grandchamp née Tussac.
Après un baccalauréat de philosophie au lycée de Mulhouse et une classe préparatoire au Prytanée national militaire, il intègre l'École spéciale militaire de Saint-Cyr en 1968, promotion « Souvenir de Napoléon ». Il choisit une carrière d'officier de cavalerie et poursuit ses études à l'École d'application de l'arme blindée et cavalerie (EAABC).
En 1971, il est lieutenant au 6e régiment de dragons en Allemagne. De 1974 à 1977, il est instructeur dans son ancienne école de cavalerie, l'EAABC. Ensuite, il est jusqu'en 1980 capitaine-commandant d'un escadron au 12e régiment de chasseurs. Il étudie à l'École supérieure de guerre de 1981 à 1985.
Il est officier chargé des opérations au IIe corps d'armée à Baden-Baden en 1985-1987. Puis il est chef de bureau opérations/instruction au 2e régiment de hussards en 1987-1989, et chef de la section juridique de l'État-major de l'armée de terre en 1989-1992.
Il est nommé colonel en 1992, il prend le commandement du 5e régiment de chasseurs à cheval la même année pour deux ans.
De 1994 à 1999, il est officier d'État-major au bureau planification des ressources humaines, avant d'être nommé général de brigade dans les organismes de formation de l'armée de terre.
En 2002, il devient commandant de l'EAABC à Saumur et il est promu général de division.
Il est général de corps d'armée depuis 2006, et commandeur de la Légion d'honneur depuis 2008.

### Historien de l'art
D'autre part, docteur en histoire de l'art et archéologie de la Sorbonne, diplômé de l'IEP de Paris, le général de corps d'armée Garrigou Grandchamp est l'auteur de nombreux articles et ouvrages sur l'architecture médiévale en Europe occidentale. Il a réalisé une thèse nommée La ville de Cluny du XIIe au XIVe siècle : architecture domestique et structures urbaines et soutenue en 1997 à l'université Panthéon-Sorbonne.
Il est ainsi également un chercheur qui étudie plus spécifiquement l'architecture civile du Moyen Âge, c'est-à-dire les habitations des populations médiévales. Il est membre du laboratoire Traces de l'université de Toulouse et de son équipe Terrae : Archéologie et histoire des sociétés médiévales méridionales.

## Décorations
- Commandeur de la Légion d'honneur
- Officier de l'ordre national du Mérite
- Chevalier de l'ordre des Palmes académiques
- Chevalier de l'ordre des Arts et des Lettres

## Publications
Liste non-exhaustive
- Demeures médiévales, cœur de la cité, Paris, R.E.M.P.ART. et Desclée de Brouwer, 1992.
- En collaboration avec M. Jones, G. Meiron-Jones, J.-D. Salvèque, La ville de Cluny et ses maisons (XIe – XVe siècles), Paris, Picard, 1997.
- En collaboration avec Daniel Pouly, Jean-Denis Salvèque, Maisons de Charlieu, XIIIe – XIVe siècles, Charlieu, 1998.
- L'hôtel du Grand Commandement à Tours, Saint-Maixent, 2002.
- Sous sa direction, Saumur, l'École de cavalerie. Une cité du cheval militaire, Monum, Éditions du Patrimoine, Paris, 2005.
- L'École militaire à Paris : l'art de la guerre, Flammarion, Paris, 2015.
- L'église saint-Pierre d'Auvillar : Histoire et archéologie d'un monument majeur de la Lomagne, Editions In extenso, 2022.

## Sources
- Stephen Taylor, Qui est qui en France, Lafitte, 2008, p. 961.
- [PDF] Biographie en ligne